# Агинский сельсовет
Агинский сельсовет — сельское поселение в Саянском районе Красноярского края.
Административный центр — село Агинское.

## История
Статус и границы сельского поселения установлены Законом Красноярского края от 18 февраля 2005 года № 13-3007 «Об установлении границ и наделении соответствующим статусом муниципального образования Саянский район и находящихся в его границах иных муниципальных образований»

## Население
| 2010 | 2012  | 2013  | 2014  | 2015  | 2016  | 2017  |
| ---- | ----- | ----- | ----- | ----- | ----- | ----- |
| 5818 | ↘5629 | ↘5513 | ↘5350 | ↘5311 | ↘5307 | ↘5225 |

## Состав сельского поселения
В состав сельского поселения входят (на 2025 год) 2 населённых пункта:
| № | Населённый пункт | Тип населённого пункта       | Население |
| - | ---------------- | ---------------------------- | --------- |
| 1 | Агинское         | село, административный центр | ↘5584     |
| 2 | Вятка            | деревня                      | ↘107      |

### Упразднённые населённые пункты
В 2025 году в состав села Агинское включены деревня Павловка и посёлок Льнозавода.

## Местное самоуправление
Агинский сельский Совет депутатов
Дата избрания: 14.03.2010. Срок полномочий: 5 лет. Количество депутатов: 12
Глава муниципального образования
- Поздняков Александр Александрович. Дата избрания: 14.03.2015. Срок полномочий: 5 лет